# Aspicilia hyperboreorum
Aspicilia hyperboreorum är en lavart som först beskrevs av Alexander Zahlbruckner och som fick sitt nu gällande namn av Alfred Oxner. 
Aspicilia hyperboreorum ingår i släktet Aspicilia och familjen Megasporaceae. Arten är reproducerande i Sverige.